# Max Aronsohn
Max Aronsohn (geboren am 7. Juni 1854 in Labischin; gestorben am 4. Januar 1939 in Berlin) war ein deutscher Politiker (DDP). Er war von 1919 bis 1921 Mitglied der verfassunggebenden Preußischen Landesversammlung.

## Leben
Nach dem Besuch des Gymnasiums absolvierte Aronsohn ein Studium der Rechtswissenschaft. Er war von 1892 bis 1919 Rechtsanwalt und Notar in Thorn und führte ab 1913 den Titel Justizrat. Ab 1921 war er Rechtsanwalt und ab 1923 auch Notar am Kammergericht in Berlin.
Aronsohn war Stadtverordneter und Mitglied des Vorstandes der Anwaltskammer in Marienwerder. Von 1919 bis 1921 war er für den Wahlkreis 2 (Westpreußen) Mitglied der verfassunggebenden Preußischen Landesversammlung.
Nach der Machtübernahme der Nationalsozialisten beantragte Aronsohn, der jüdisch war, eine erneute Zulassung als Rechtsanwalt. Dieser wurde zwar stattgegeben, doch konnte er aufgrund der Nürnberger Gesetze seine notarielle Tätigkeit nach 1935 nicht mehr fortsetzen. Mit Wirkung der fünften Verordnung zum Reichsbürgergesetz vom 27. September 1938 wurde ihm Berufsverbot erteilt und die Zulassung als Rechtsanwalt entzogen.